# Ярославицька сільська рада (Зборівський район)
Яросла́вицька сільська́ ра́да — адміністративно-територіальна одиниця та орган місцевого самоврядування у Зборівському районі Тернопільської області. Адміністративний центр — село Ярославичі.

## Загальні відомості
Ярославицька сільська рада утворена в 1991 році.
- Територія ради: 2,98 км²
- Населення ради: 503 особи (станом на 2001 рік)
- Територією ради протікає річка Стрипа

## Населені пункти
Сільській раді підпорядковані населені пункти:
- с. Ярославичі
- с. Монилівка

## Склад ради
Рада складається з 15 депутатів та голови.
- Голова ради: Копоть Ганна Йосипівна
- Секретар ради: Ковальковська Ольга Григорівна

### Керівний склад попередніх скликань
| Прізвище, ім'я, по батькові | Основні відомості                                                         | Дата обрання | Дата звільнення |
| --------------------------- | ------------------------------------------------------------------------- | ------------ | --------------- |
| Копоть Ганна Йосипівна      | Сільський голова, 1959 року народження, освіта вища, член Народної партії | 26.03.2006   | 31.10.2010      |
| Копоть Ганна Йосипівна      | Сільський голова, 1959 року народження, освіта вища, член Народної партії | 31.10.2010   |                 |

Примітка: таблиця складена за даними сайту Верховної Ради України

### Депутати
За результатами місцевих виборів 2010 року депутатами ради стали:

#### За суб'єктами висування
| Суб'єкт висування | Кількість обраних депутатів | %   |
| ----------------- | --------------------------- | --- |
| Самовисування     | 15                          | 100 |

#### За округами
| № округу | Прізвище, ім'я, по батькові    | Дата визнання обраним | Освіта             | Партійна приналежність | Відомості про обраного депутата                           |
| -------- | ------------------------------ | --------------------- | ------------------ | ---------------------- | --------------------------------------------------------- |
| 1        | Дяків Ольга Іванівна           | 04.11.2010            | середня спеціальна | позапартійна           | ТзОВ Розтоць-ке, бухгалтер                                |
| 2        | Гірняк Ігор Зіновійович        | 04.11.2010            | вища               | позапартійний          | ТНТУ ім. Пулюя, студент                                   |
| 3        | Ковальковська Ольга Григорівна | 04.11.2010            | середня спеціальна | позапартійна           | Ярославицька сільська рада, секретар                      |
| 4        | Гладун Дмитро Петрович         | 04.11.2010            | середня            | позапартійний          | пенсіонер                                                 |
| 5        | Богач Володимир Омелянович     | 04.11.2010            | середня спеціальна | позапартійний          | ТзОВ «Розтоцьке», агроном                                 |
| 6        | Бортник Володимира Миколаївна  | 04.11.2010            | середня спеціальна | позапартійна           | фельдшерсько-акушерський пункт с. Ярославичі, санітарка   |
| 7        | Пісний Василь Володимирович    | 04.11.2010            | середня            | позапартійний          | пенсіонер                                                 |
| 8        | Стельмах Ольга Іванівна        | 04.11.2010            | середня спеціальна | позапартійна           | пенсіонер                                                 |
| 9        | Мархоцький Іван Михайлович     | 04.11.2010            | незакінчена вища   | позапартійний          | ТНТУ ім. Пулюя, студент                                   |
| 10       | Семків Василь Миколайович      | 04.11.2010            | середня            | позапартійний          | тимчасово не працює                                       |
| 11       | Кирич Стефанія Йосипівна       | 04.11.2010            | середня спеціальна | позапартійна           | пенсіонер                                                 |
| 12       | Янішевська Ольга Казимирівна   | 04.11.2010            | вища               | позапартійна           | Ярославицька сільська рада, бухгалтер                     |
| 13       | Шевчун Дмитро Теодорович       | 04.11.2010            | вища               | позапартійний          | тимчасово не працює                                       |
| 14       | Бойко Галина Ярославівна       | 04.11.2010            | середня            | позапартійна           | загальноосвітня школа І-ІІ ст. с. Монилівка, техпрацівник |
| 15       | Кирич Василь Лаврентійович     | 04.11.2010            | вища               | позапартійний          | пенсіонер                                                 |